# 人生の三世代 (ティツィアーノ)
『人生の三世代』 （じんせいのさんせだい、伊: Le tre età dell'uomo、英: The Three Ages of Man）は、イタリア・ルネサンスのヴェネツィア派の巨匠ティツィアーノ・ヴェチェッリオが1512-1514年にキャンバス上に油彩で制作した絵画である。現在、エジンバラにあるスコットランド国立美術館に寄託されている。本作は、おそらくジョルジョーネの風景と裸体像のテーマとモティーフに影響されたものである。実際、ティツィアーノは、1510年にジョルジョーネがペストで死亡した後、彼の何点かの未完成作を仕上げたことで知られている。
絵画は、幼年期、青年期、老年期を描いており、画家の人生の変遷に関する概念を表している。幼年期と青年期は、「世俗的愛」、「死」と同義である。幼年、青年、老年期は写実的に描かれている。美術史において広く選択された主題である「人生の時代」は、ティツィアーノ自身の寓意的解釈とともに、本作を彼の最も名高い作品のうちの1つとしている。なお、本作の複製数点が知られており、ローマのボルゲーゼ美術館やドーリア・パンフィーリ美術館などに所蔵されている。

## 歴史

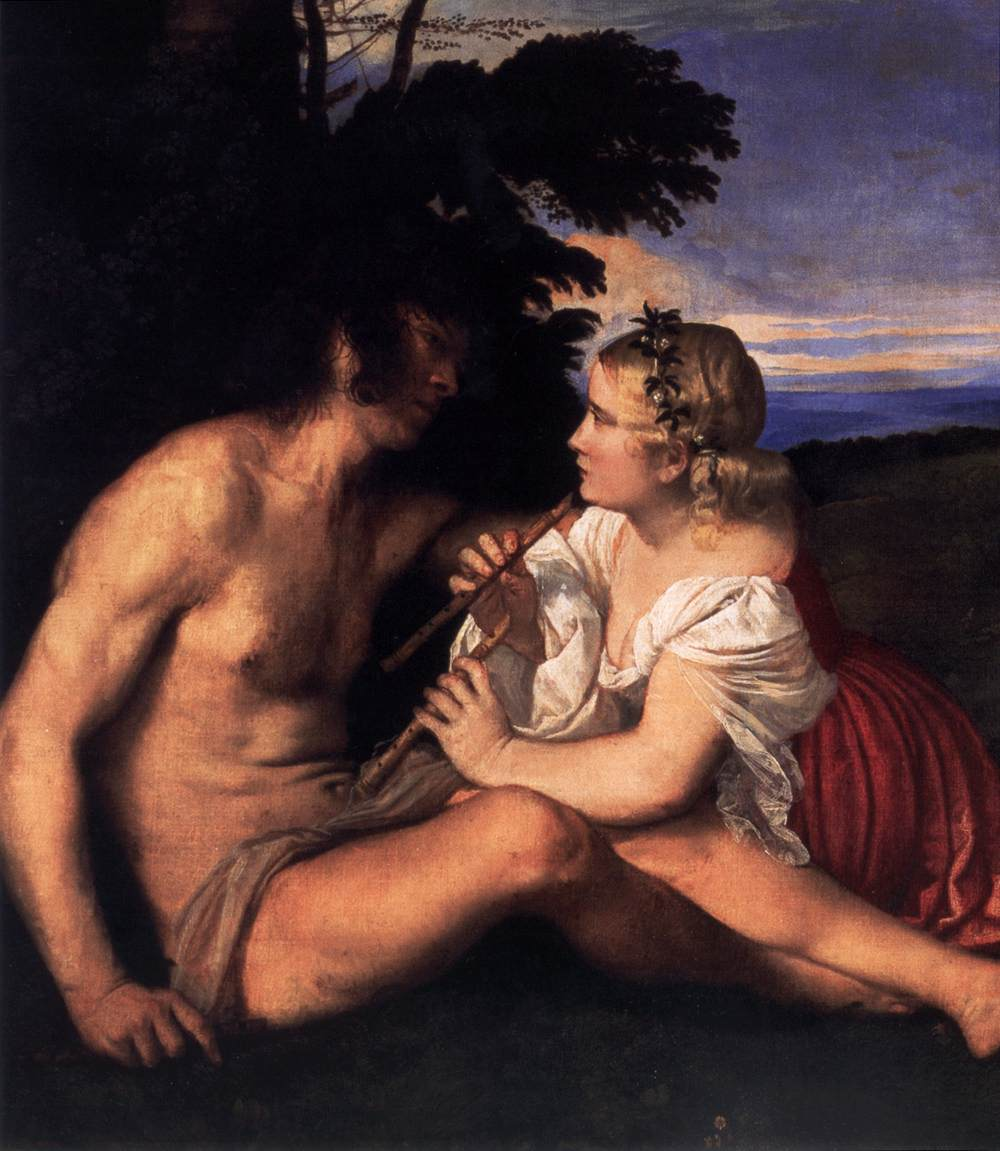
部分

『画家・彫刻家・建築家列伝』を著したジョルジョ・ヴァザーリは、1515年にフェラーラから帰郷後、ティツィアーノがファエンツァで義理の父ジョヴァンニ・ディ・カステル・ボロニェーゼ (Giovanni di Castel Bolognese) のために絵画を制作したと述べているが、本作は伝統的にその作品と同定されてきた。批評家は作品をもう少し早い時期のものとしており、それは右側で眠る3人のプットが明らかにロマニーノの1513年の円形画『幼児虐殺』(パドヴァ市立美術館) にもとづいているからである。
制作後、絵画はマットハウス・ホプファー (Matthaus Hopfer) の手中に入った。彼は、グロッテナウ (Grottenau) に詩的寓意画のフレスコ画で満たされた家を所有していたことで知られる。1611年の彼の死後、エベルト家の所有となり、後にアウクスブルクの絵画市場に出た。1662年には、クリスティーナ (スウェーデン女王)  がネーデルラントからローマへの旅行途上でアウクスブルクを通過したが、1662年の彼女のローマのリアリオ宮殿 にあったコレクションには本作が記載されている。確認できる記録はないが、次に絵画は、ジョヴァンニ・ダ・カステルボロニェーゼとオットー・トゥルホゼス・フォン・ヴァルトブルクの間で交換されている。とはいえ、一時期、絵画が両者の所有であったことが知られている。有名な宝石細工師で、メダル制作者であったジョヴァンニは作品の次の所有者であった。オットーはハプスブルク家の宮廷の主要人物で、著名な芸術庇護者であった。ジョヴァンニは絵画を売却する以前、ファエンツァの自宅で最後の公開を行った。オデスカルキ皇太子は1722年に作品をフィリップ2世 (オルレアン公) に譲渡し、1798年までオルレアン・コレクションに所蔵されていたが、その年に作品はコレクションの大部分とともにフランシス・エジャートン (第3代ブリッジウォーター公爵) に購入された。後に、公爵の子孫は、彼のコレクション全部を保管と展示のためにスコットランド国立美術館に寄託した。

## 作品

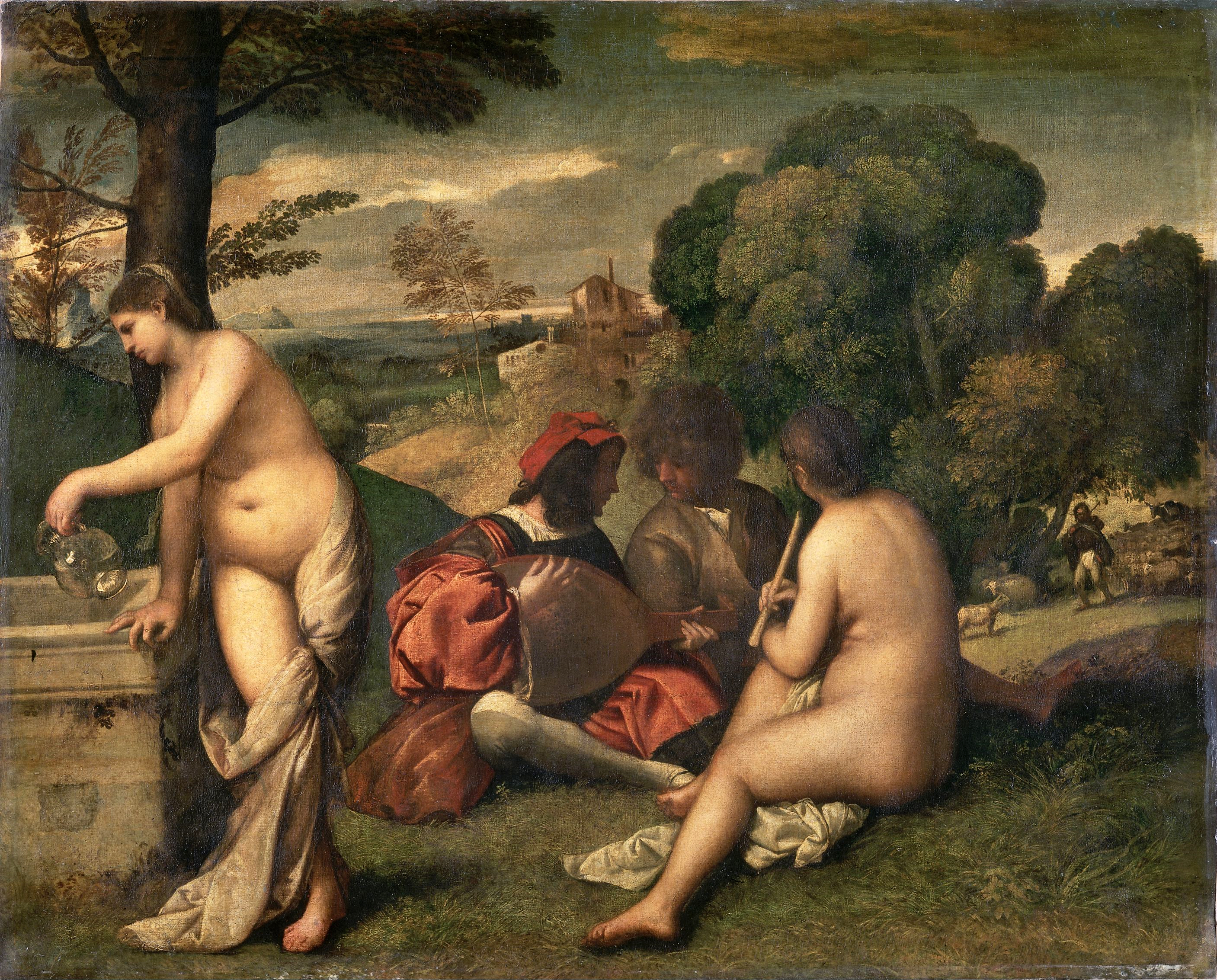
ティツィアーノ『田園の奏楽』 (1509年)、ルーヴル美術館、パリ

画面右側では、クピードーが朽ちた木の幹 (死の象徴) に手をかけながら、2人の眠る赤子の上にふざけてよじ登っている。2人の赤子は成長して、左側にいる若い恋人たちのようになるのかもしれない。彼らは抱き合おうとしているところである。金髪の少女が頭に着けている花冠のミルテはウェヌスの花、エルヴィン・パノフスキーによれば「永遠の愛の象徴」である。また、彼女が手に持つ2本の縦笛は「愛の結合」を暗示している。遠景中央では、悔悛する聖ヒエロニムスのような老人が元の恋人たちを示唆する2つの髑髏を凝視している。
これら三世代の人物が人生の3つの段階、すなわち、「誕生」、「青春」、「死」の寓意であることは明らかであるが、寓意的な意味合いよりも魅惑的な愛の情景と青春、生命の讃歌が強調されている。美しい理想郷 (アルカディア) 的な風景は『田園の奏楽』 (ルーヴル美術館) の背景に近く、作品はパストラル (田園詩) に昇華されている。ティツィアーノはこの作品をいかなる図像モデルにも依拠せずに創案しているが、そこには作品の注文主と画家自身のアルカディアへの憧憬が色濃く反映している。
スコットランド国立美術館では、作品を詩的な情景の中に設定された、人生と恋愛の儚さに関する詩的瞑想であると記述している。なお、背景の教会は、鑑賞者にキリスト教の救済と永遠の生命の約束を想起させているのかもしれない。